# Elizabeth Nicholls
Pour les articles homonymes, voir Nicholls.
Elizabeth (Betsy) L. Nicholls (31 janvier 1946 - 18 octobre 2004) est une paléontologue américano-canadienne spécialisée dans les reptiles marins du Trias. Elle est paléontologue au Musée royal Tyrrell de paléontologie en Alberta, au Canada.

## Biographie

### Enfance et formation
Elizabeth Nicholls naît à Oakland, en Californie, et obtient son diplôme de premier cycle en 1968 à l'université de Californie à Berkeley, et ses diplômes de deuxième cycle, un M.Sc. en 1972 et un doctorat en 1989, à l'université de Calgary, travaillant sous la direction de Samuel Paul Welles. Elizabeth Nichollsemys est également nommée en son honneur.

### Carrière
Elle est coéditrice avec le paléontologue des vertébrés américain Jack M. Callaway du livre Ancient Marine Reptiles. Latoplatecarpus nichollsae est nommé en son honneur.
Elizabeth Nicholls est lauréate du Prix Rolex à l'Entreprise 2000 pour l'exploration, pour son leadership dans l'excavation des restes d'un grand ichtyosaure, Shonisaurus sikanniensis (Elizabeth Nicholls & Manabe, 2004), de la formation Pardonet du Trias supérieur dans une région éloignée de la rivière Sikanni Chief en Colombie-Britannique,.

### Décès
Elizabeth Nicholls est décédé d'un cancer en 2004 à l'âge de 58 ans.

## Récompenses
Le 6 mai 2017, le Canadian Fossil Discovery Centre crée le prix Dr Elizabeth "Betsy" Nicholls pour l'excellence en paléontologie lors de son gala annuel Dig Deep. L'annonce est faite en présence du mari et des enfants d'Elizabeth Nicholls à qui une plaque est remise en l'honneur de cette occasion.

## Publications
- (en) Nicholls, E. et Manabe, M., « Giant ichthyosaurs of the Triassic—a new species of Shonisaurus from the Pardonet Formation (Norian: Late Triassic) of British Columbia », Journal of Vertebrate Paleontology,‎ 2004.
- (en) Nicholls, E., Wei, C. et Manabe, M., « New material of Qianichthyosaurus Li, 1999 (Reptilia, Ichthyosauria) from the Late Triassic of southern China, and implications for the distribution of Triassic icthosaurs », Journal of Vertebrate Paleontology,‎ 2003.
- (en) Nicholls, E. et Brinkman, D., « New thalattosaurs (Reptilia: Diapsida) from the Triassic Sulphur Mountain Formation of Wapiti Lake, British Columbia », Journal of Paleontology,‎ 1993.
- (en) Nicholls, E., « New material of Toxochelys latiremis Cope, and a revision of the genus Toxochelys (Testvoines, Chelonioidea) », Journal of Vertebrate Paleontology,‎ 1988.
- (en) Nicholls, E., « The first record of the mosasaur Hainosaurus (Reptilia: Lacertilia) from North America », Canadian Journal of Earth Sciences,‎ 1988.
- (en) Nicholls, E., « The oldest known North American occurrence of the Plesiosauria (Reptilia: Sauropterygia) from the Liassic (Lower Jurassic) Fernie Group, Alberta, Canada », Canadian Journal of Earth Sciences,‎ 1976.